# Chiesa di San Michele (Corsanico)
La chiesa di San Michele il principale luogo di culto cattolico di Corsanico, frazione di Massarosa, in provincia di Lucca, sede dell'omonima parrocchia appartenente all'arcidiocesi di Lucca.

## Storia
La prima attestazione documentaria della chiesa risale alla seconda metà del IX secolo; la dedica a san Michele Arcangelo è d'altronde un indizio significativo della presenza dei Longobardi, particolarmente devoti al santo guerriero.
Nel 1270 venne distrutta, probabilmente nel corso di una delle numerose guerre tra Lucca e Pisa, e ricostruita nel 1301. Nel 1848 venne rifatta e ampliata in seguito a un incendio.

## Descrizione

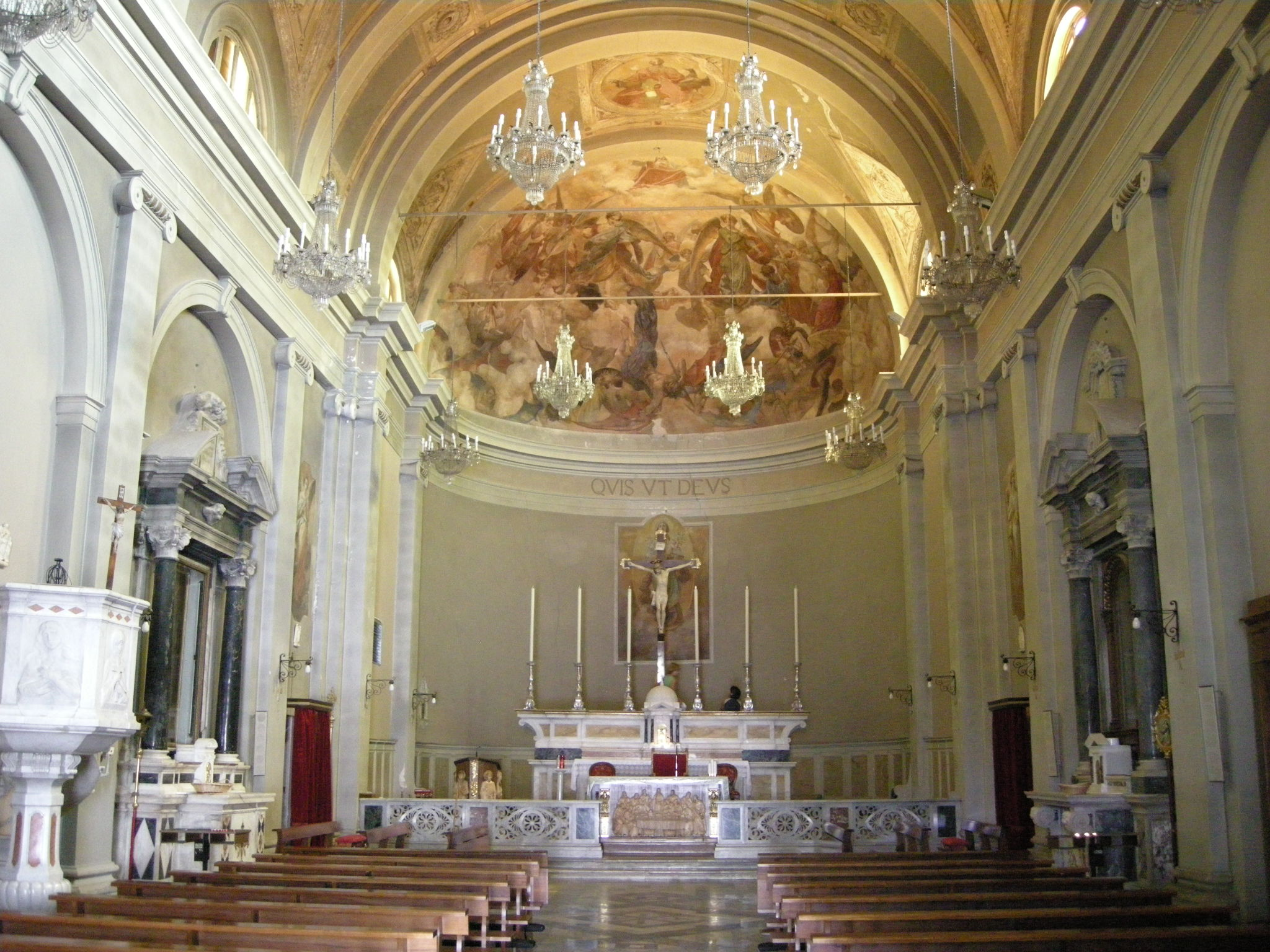
Interno della chiesa

Sulla parete esterna accanto al campanile si vede ancora il paramento murario romanico, con due monofore, sovrastato dalla ricostruzione ottocentesca dagli ampi finestroni ad arco. In stile romanico è anche il campanile in pietra a base quadrata, posto su un basamento a gradini e decorato da due ordini di bifore marmoree. Al suo interno ospita cinque campane (tre grandi più due campanelle), considerate tra le più armoniose della zona. Sono state fuse dal fonditore lucchese Luigi Magni.
L'interno e tipicamente ottocentesco, con una decorazione però misurata che ricorda le precedenti soluzioni del rococò. Sulla cantoria in controfacciata trova luogo il pregevole organo a canne, costruito tra il 1602 e il 1606 dal veneziano Vincenzo Colonna e successivamente più volte rimaneggiato.
La chiesa conserva una tavola tardoquattrocentesca con l'Annunciazione, già nel vicino oratorio omonimo, e le seicentesche portelle dipinte dell'organo. Il fonte battesimale è del 1590.
Atipico il tabernacolo eucaristico, attribuibile al Riccomanni, che unisce tratti ancora arcaici, come l'arco a sesto acuto del coronamento, con motivi più aggiornati, come la decorazione a riccioli includenti rosette dello stesso coronamento e le ghirlande che affiancano il calice nel frontespizio. Del tutto eccezionale è la raffigurazione di san Michele Arcangelo nella cimasa: è una deroga alle norme canoniche che consentivano solo la presenza delle figure di Dio Padre, di Cristo, dello Spirito Santo in forma di colomba, o della Croce e dei simboli eucaristici.

## Galleria d'immagini

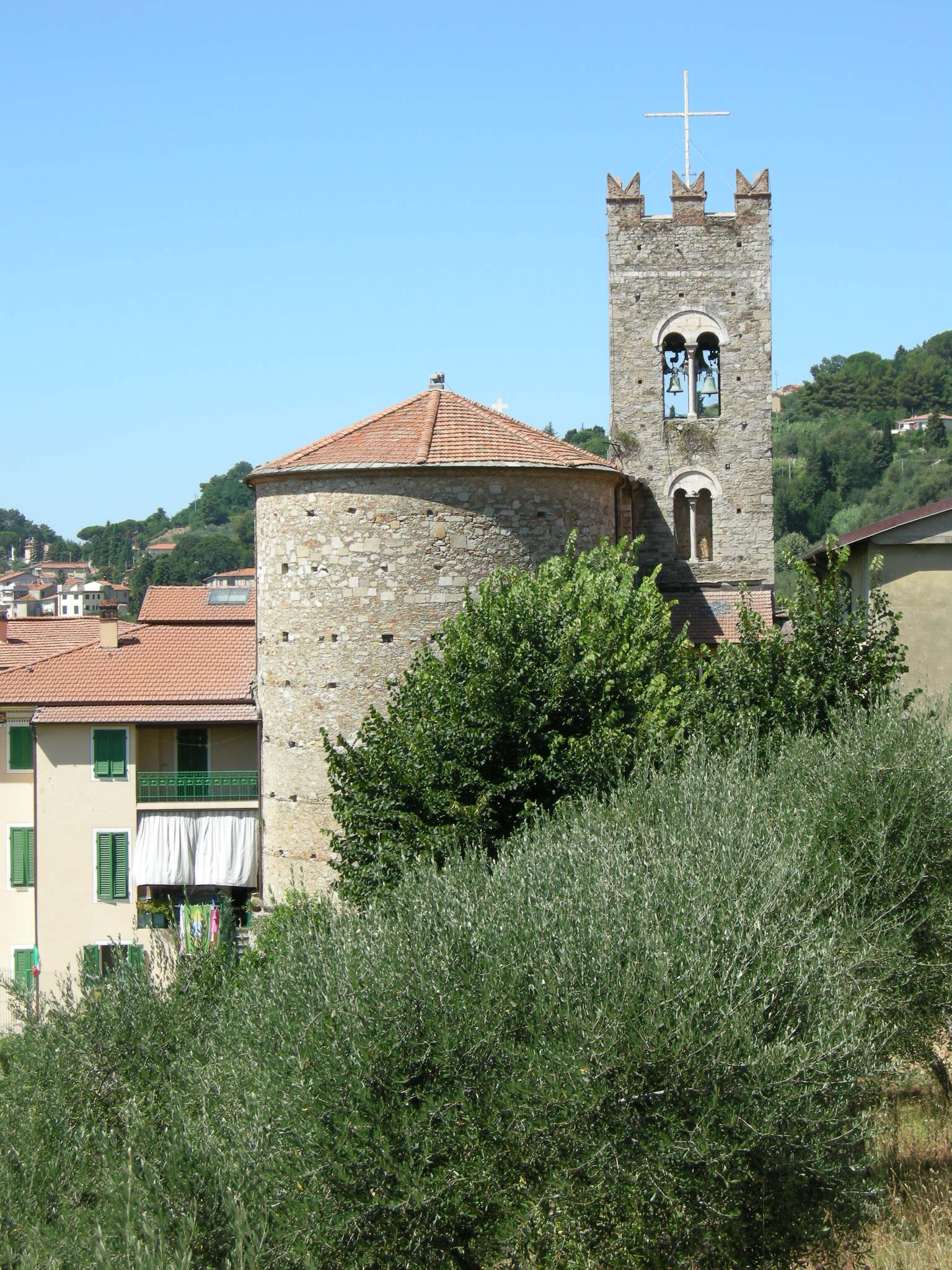
L'abside e il campanile
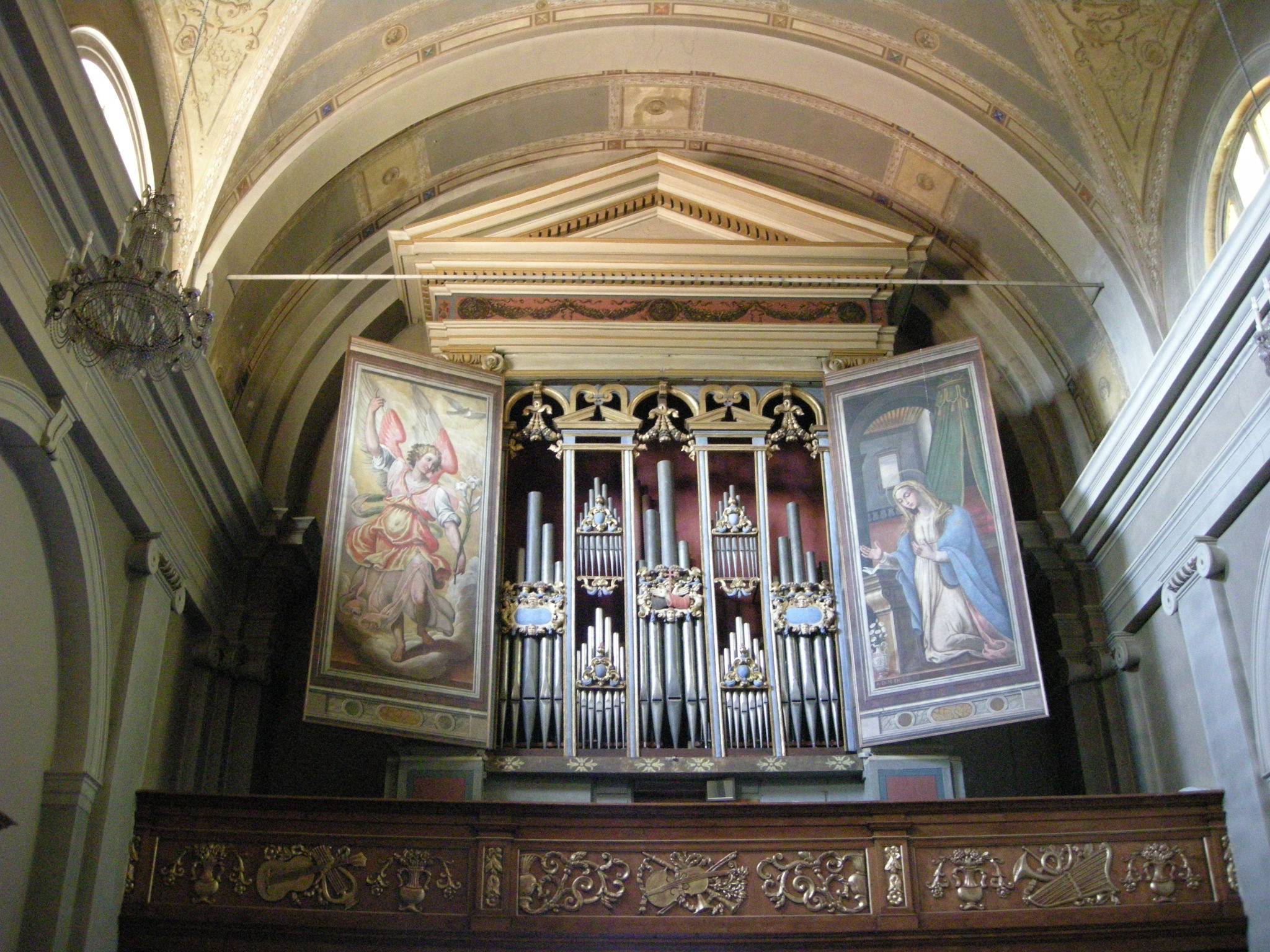
L'organo
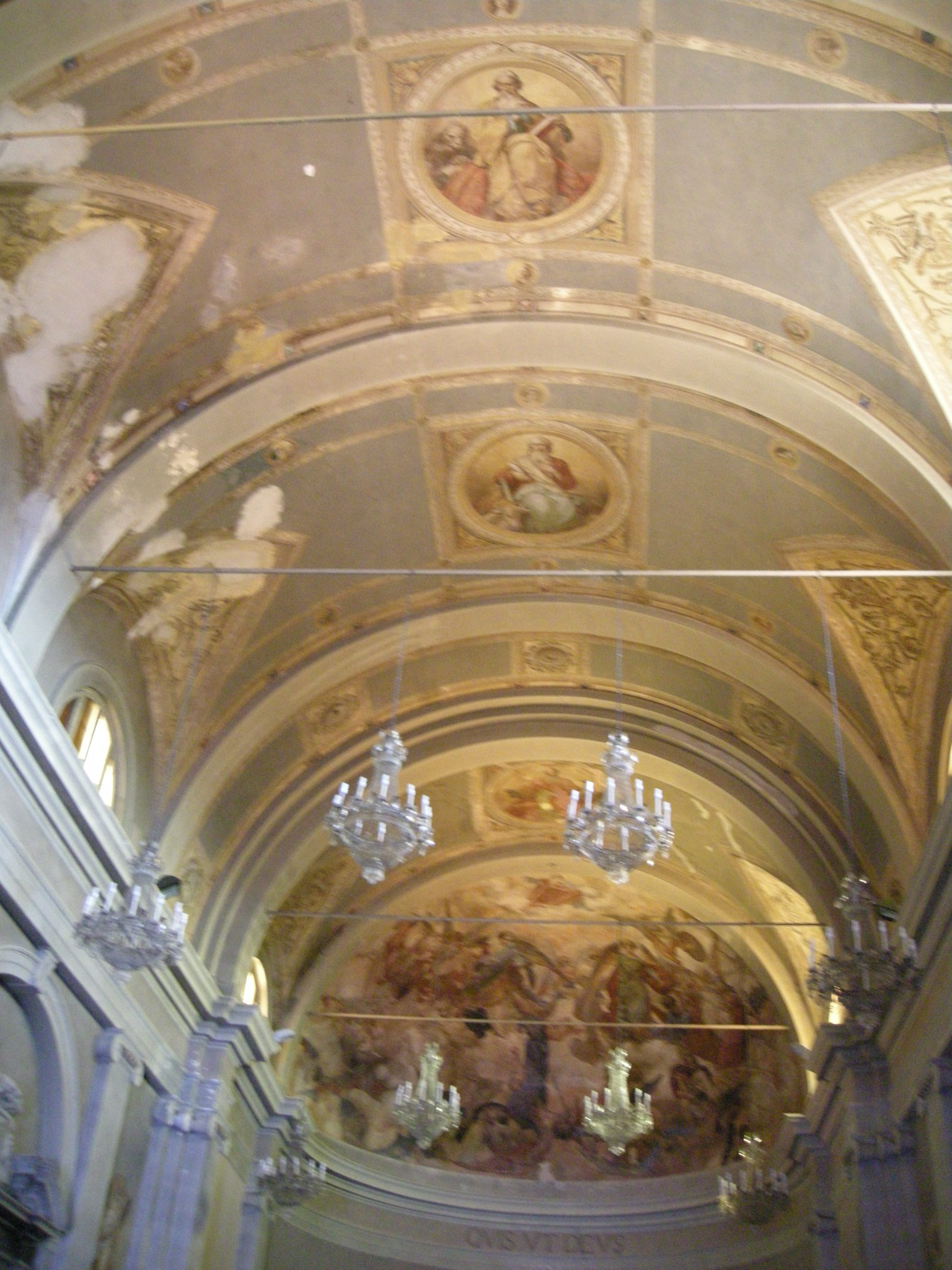
La volta
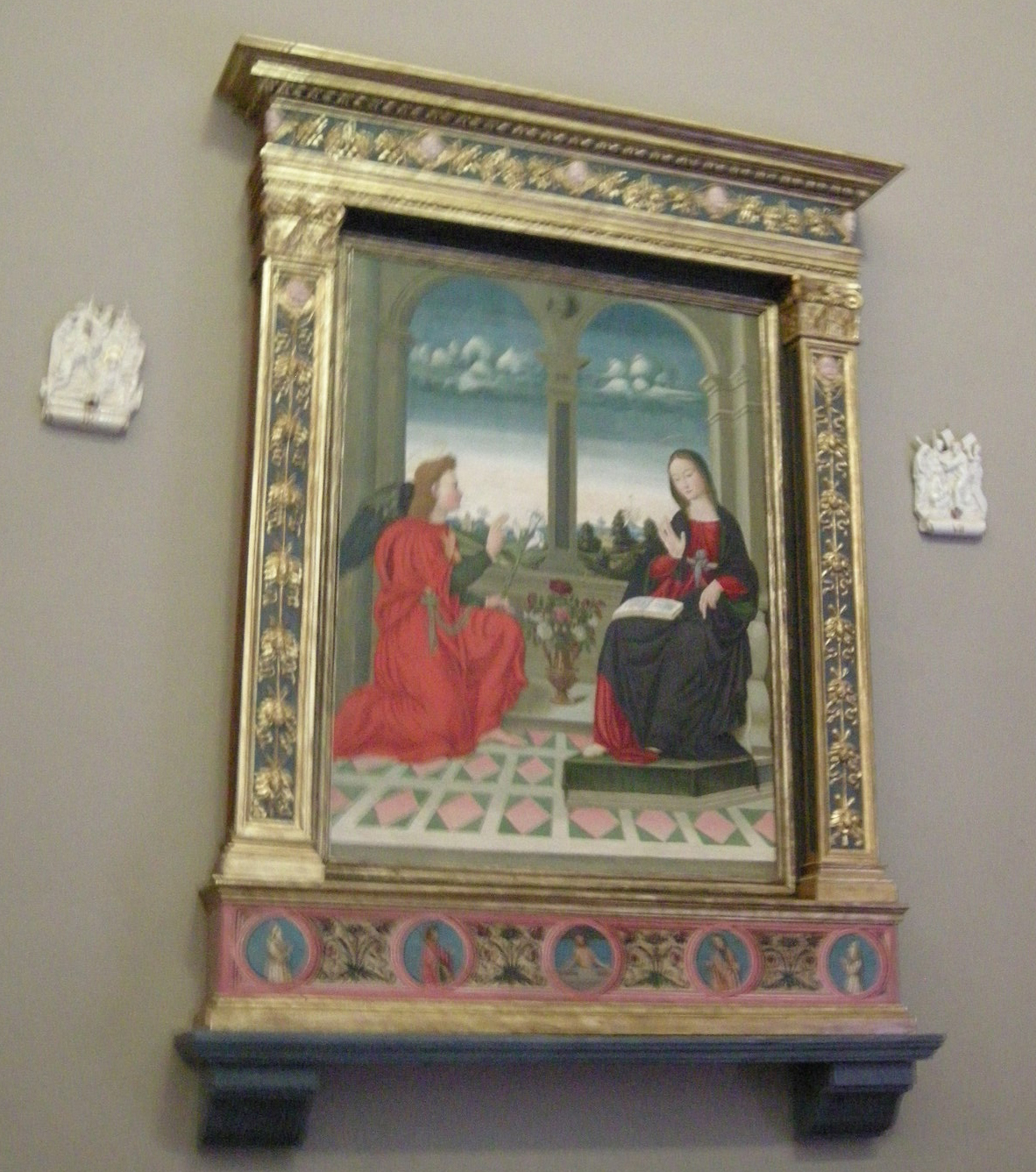
Annunciazione (XV secolo)